# Jesús María (Aguascalientes)
Jesús María è un comune dello Stato di Aguascalientes, Messico e conta 82 623 abitanti secondo il censimento del 2005 e si estende per un'area di 499,18 km². Le sue coordinate sono 21°58'N 102°21'W.
La città Jesús María ha una popolazione di 38 631 abitanti (2º più grande dello Stato federale) ed è sita ai margini dell'area metropolitana di Aguascalientes della capitale dell'omonimo Stato di Aguascalientes ed è così vicino ai sobborghi di essa che ne sembra inglobata.

## Località Principali
La città di Jesús María è a capo dell'omonimo comune e le sue principali località sono:
- Jesús Gómez Portugal con 7 126 abitanti
- Corral de Barrancos con 2 329 abitanti
- Maravillas con 1 787 abitanti
- Valladolid con 1 608 abitanti

## Distanze
- Aguascalientes 11 km.
- Asientos 58 km.
- Calvillo 50 km.
- Rincón de Romos 34 km.
- Tepezalá 46 km.

## Fonti
- Link to tables of population data from Census of 2005] INEGI: Instituto Nacional de Estadística, Geografía e Informática
- Aguascalientes Enciclopedia de los Municipios de México